# Herbert Walter Roesky
Herbert Walter Roesky (Saranskoe, Prússia Oriental, 6 de novembro de 1935) é um químico alemão.
Roesky foi de 1971 a 1980 professor de química inorgânica na Universidade de Frankfurt. Em 1980 foi chamado para a Universidade de Göttingen.
De 2002 a abril de 2008 foi presidente da Academia de Ciências de Göttingen.

## Prêmios
- Prêmio Gottfried Wilhelm Leibniz (1988)
- Prêmio Memorial Alfred Stock (1990)
- Medalha Blaise Pascal (2015)

## Obras
- Chemische Kabinettstücke. Spektakuläre Experimente und geistreiche Zitate von Herbert W. Roesky und Klaus Möckel, 331 Seiten, Verlag Wiley-VCH; Auflage: 2., korr. Nachdr. (November 2000), ISBN 3-527-29426-0
- Glanzlichter Chemischer Experimentierkunst von Herbert W. Roesky, 236 Seiten, Verlag Wiley-VCH; Auflage 1 (Januar 2006), ISBN 3-527-31511-X
- Chemie en miniature von Herbert W. Roesky, 248 Seiten, Verlag Wiley-VCH (November 2001), ISBN 3-527-29564-X